# Contea di Falls
La contea di Falls (in inglese Falls County) è una contea dello Stato del Texas, negli Stati Uniti. La popolazione al censimento del 2010 era di 17 866 abitanti. Il capoluogo di contea è Marlin.
Con una gran parte della sua economia basata sull'agricoltura, Falls County è la sesta contea (tra le 254) del Texas per la produzione di mais.

## Geografia fisica
| Anno | Popolazione | ±%     |
| ---- | ----------- | ------ |
| 1860 | 3,614       |        |
| 1870 | 9,851       | 172.6% |
| 1880 | 16,240      | 64.9%  |
| 1890 | 20,706      | 27.5%  |
| 1900 | 33,342      | 61.0%  |
| 1910 | 35,649      | 6.9%   |
| 1920 | 36,217      | 1.6%   |
| 1930 | 38,771      | 7.1%   |
| 1940 | 35,984      | −7.2%  |
| 1950 | 26,724      | −25.7% |
| 1960 | 21,263      | −20.4% |
| 1970 | 17,300      | −18.6% |
| 1980 | 17,946      | 3.7%   |
| 1990 | 17,712      | −1.3%  |
| 2000 | 18,576      | 4.9%   |
| 2010 | 17,866      | −3.8%  |

Secondo l'Ufficio del censimento degli Stati Uniti d'America la contea ha un'area totale di 774 miglia quadrate (2000 km²), di cui 765 miglia quadrate (1980 km²) sono terra, mentre 8,4 miglia quadrate (22 km², corrispondenti all'1,1% del territorio) sono costituiti dall'acqua.

### Strade principali
- Interstate 35 (solo due miglia)
- U.S. Highway 77
- State Highway 6
- State Highway 7
- State Highway 14
- State Highway 53
- State Highway 320

### Contee adiacenti
- Limestone County (nord-est)
- Robertson County (sud-est)
- Milam County (sud)
- Bell County (sud-ovest)
- McLennan County (nord-ovest)

## Amministrazione
Il Texas Department of Criminal Justice (TDCJ) gestisce la Marlin Unit, un impianto di trasferimento per gli uomini, nella città di Marlin. L'edificio ha aperto nel giugno 1992 ed è stato trasferito alla Texas Youth Commission (TYC) nel maggio 1995.

## Nella cultura di massa
Marlin è stato il luogo delle riprese per due film: Leadbelly (1976) e Infamous - Una pessima reputazione (2006).